# Clubiona golovatchi
Clubiona golovatchi är en spindelart som beskrevs av Mikhailov 1990. Clubiona golovatchi ingår i släktet Clubiona och familjen säckspindlar. Inga underarter finns listade i Catalogue of Life.